# 华师伊
華師伊（1566年—1619年），字公衡，號涵莪，直隸常州府無錫縣人，明朝南京翰林學士。翰林院侍讀學士華察之孫，華伯貞之次子。

## 簡介
萬曆十九年（1591年）中舉，隨後入太學。

## 墓葬
1984年7月，江苏省无锡县甘露乡彩桥村萧塘坟发现1座古墓。同年8月，无锡市文物管理委员会、无锡市博物馆和无锡县文物管理委员会联合进行了发掘清理。考古学家和文物专家经过对出土文物的整理后断定，该墓葬为华师伊夫妇合葬墓。